# St Mary’s Chapel (Wyre)

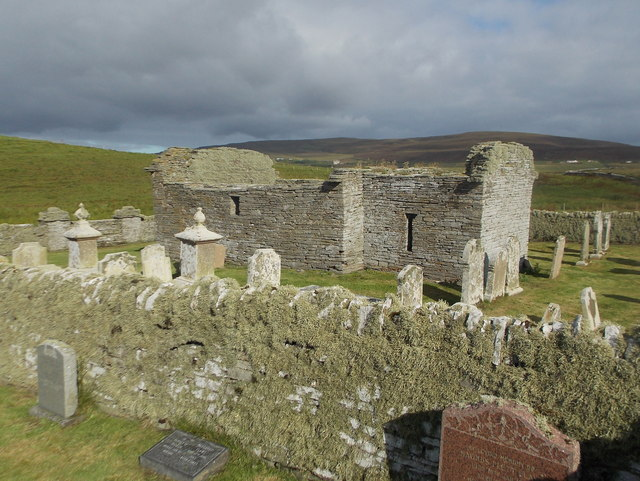
St Mary’s Chapel

St. Mary’s Chapel (auch St. Peter’s Chapel oder Peter’s Kirk) ist eine Kirchenruine auf der Orkneyinsel Wyre. Sie liegt auf der Rousay zugewandten Seite der Insel, am Fuß jenes Hügels, auf dem Cubbie Row’s Castle steht. Das rechteckige Gebäude stammt aus der Mitte oder der zweiten Hälfte des 12. Jahrhunderts. Die Kapelle könnte von dem in der Orkneyinga saga erwähnten Kolbein Hrúga (Cubbie Row), der 1142 von Sunnfjord in Norwegen nach Orkney kam, oder von seinem Sohn Bjarni, der 1188 Bischof der Orkney-Inseln wurde, errichtet worden sein. 
Das romanische Kirchenschiff misst 5,85 × 3,95 m. Es hat ein rundbogiges Westportal und einen Rundbogen am Übergang zum Chor, der 2,4 × 2,2 m misst. Seit 1791 zerstört, wurde es im späten 19. Jahrhundert auf Veranlassung von General Frederick William Traill-Burroughs ausgeräumt und umgebaut. Die aus örtlichem Stein errichteten Wände wurden mit Kalkmörtel errichtet, sind fast vollständig erhalten und etwa 2,4 m hoch. Das Gebäude wurde innen und außen verputzt. 
Die Südwand des Kirchenschiffes hatte gefährliche Ausbuchtungen nach außen und drohte einzustürzen. Nachdem die Mauer aufgenommen war, wurden einige der oberen Steinreihen entfernt. Es gab dabei Schwierigkeiten, die genaue Grenze zwischen dem Originalmauerwerk vom Ende des 19. Jahrhunderts und der Restaurierung in den 1930er Jahren festzustellen. Das Gräberfeld neben der Kapelle wurde erweitert und ist noch in Gebrauch.